# Štrpce
Štrpce (alb. Shtërpcë) je gradić u južnom dijelu Kosova, smješten istočno od Prizrena. Sam gradić ima oko 4.000 stanovnika, od kojih je 99,8 % Srba i 0,02% Roma. 
Općina Štpce se prostire na oko 260 km², na Šar-planini. Prema popisu iz 2001. godine, u općini je živjelo: Srba 9.099 (66,7%), Albanaca 4.500 (33.83%), Roma 34 (0,02%). U ovoj općni se nalazi i jedini skijaški centar na Kosovu "Brezovica", koji je bio jedan od poznatijih ski centara i u bivšoj SFRJ. Općina Štrpce je pored visokog turizma poznata i po pravljenju izvanrednog ovčjeg i kravljeg sira, zato se i općina često naziva "Sirinička Župa".

## Vanjske poveznice
Općina Štrpce (službene stranice) (srp.) (alb.) (engl.) (tur.)